# Querência do Norte
Querência do Norte este un oraș în Paraná (PR), Brazilia.